# CNN International
A CNN International (CNNI) egy nemzetközi angol nyelvű televíziós csatorna, amely hírekről, aktuális eseményekről, politikáról és üzleti hírekről tudósít. A CNN egy a legnagyobb hírszervezetek közül. A Time Warner tulajdonában lévő csatornát főként az amerikai testvércsatornájával kapcsolják össze, amely az Amerikai Egyesült Államokban és Kanadában sugároz. Legnagyobb versenytársa a BBC World News.

## Története

### Korai évek (1985–1992)
A CNN International a Ted Warner társaság globalizációs törekvéseinek végkifejlete, amely sugárzását 1985. szeptember 1-jén kezdte meg. Célközönségét kezdetben az amerikai hotelekben megszálló üzletemberek alkották. Stúdióit/díszleteit először a CNN Center különféle sarkaiban húzták fel, a hírszobában még digitális óra sem volt. A programok többségét a CNNUS és a Headline News televíziós csatornáktól vette át. 1990-ben a nemzetközi nézőknek szánt műsorok készítése jelentősen megnövekedett, 1994-re új stúdiókomplexum és hírszoba került megépítésre, a csatorna megkezdte  versenyét a BBC World Service Televisionnel. A CNNI egy nemzetközi nézőkre orientált hírcsatornát alakított ki, különböző nemzetiségű munkatársakat alkalmazásával.

### Új CNN International korszak (1992–2005)
1992-ben, az akkori kreatív igazgató, Morgan Almeida megfogalmazta márkaváltási igényét annak érdekében, hogy a csatorna kevésbé tűnjön amerikainak. Egy új, tisztább, nemzetközibb kinézetre váltottak, a logóban található International szót egy földgömb váltotta fel, új forgatási helyszíneket kezdtek alkalmazni.

### Újabb átalakítás (2005–2009)
Újabb jelentős változtatás következett a csatornánál 2005-ben. A képernyő alján futó hírsávot egy felugró típus váltotta fel, a stúdiók (Atlanta, London, Hong Kong) díszletei sokkal egységesebbek lettek a 2006 és 2007 közötti időszakban. Ebben az időben vált a CNN International önálló csatornává.

### Going beyond borders –Túlmutatás a határokon(2009 – jelenleg is)
2009-ben a csatorna ismét új irányvonalat vett: az európai főműsoridős programok gyártására kezdett koncentrálni, párat legnagyobb presztízsű műsorvezetői köré épített, néhányat utánuk nevezett el (pl.: Amanpour, Quest Means Business). 2009. szeptember 21-én nyilvánosságra hozta új szlogenjét – Go beyond borders –, új logóját, valamint hírműsorait (World News, CNN Today, World News Asia, World News Europe és Your World Today) egy új általános hírműsor, a World Report váltotta fel. A változtatás (mind képi, mind tartalmi) számos kritika megfogalmazását eredményezte a csatornával szemben.
2009. január 11-én a csatorna megnyitotta új produkciós központját, az Abu Dhabi központú CNN Abu Dhabit, az Egyesült Arab Emírségekben. Az új iroda első saját gyártású programját is elindította Prism (Prizma) címmel. A műsor a közel-keleti főműsoridő szerves részét képezte egészen 2011-ig, amikor egy új üzleti program, a Global Exchange váltotta fel.
2011-ben elkezdte sugározni a Larry Kinget váltó Piers Morgan CNNUS-en futó műsorát, a Piers Morgan Tonight-ot.

## Műsorai

### Saját gyártású üzleti és hírműsorai
- Amanpour
- Connect the World
- First Move with Julia Chatterley
- The Express
- Quest Means Business
- Your World Today
- CNN Newsroom
- World Sport
- Hala Gorani Tonight
- The Brief with Bianca Nobilo

### Háttérműsorai
- Talk Asia
- Inside Africa
- Marketplace Middle East
- Marketplace Africa
- African Voices
- MainSail
- Open Court
- Living Golf

### A CNNUS-től átvett műsorai
- Early Start
- New Day
- The Lead with Jake Tapper
- Anderson Cooper 360°
- Erin Burnett OutFront
- Fareed Zakaria GPS
- CNN Tonight with Don Lemon
- State of the Union